# Iwan Kondow (dyplomata)
Iwan Iliew Kondow (bułg. Иван Илиев Кондов; ur. 10 sierpnia 1968 w Sofii) – bułgarski dyplomata i urzędnik państwowy, ambasador przy FAO i w Hiszpanii, w 2023 i w latach 2024–2025 minister spraw zagranicznych.

## Życiorys
W 1994 ukończył stosunki międzynarodowe na Uniwersytecie Gospodarki Narodowej i Światowej w Sofii. Kształcił się także w Madrycie i Genewie. Od połowy lat 90. zawodowo związany z bułgarskim resortem spraw zagranicznych. Był m.in. attaché w ambasadzie w Wielkiej Brytanii, głównym ekspertem w dyrekcji ds. NATO oraz pierwszym sekretarzem w stałym przedstawicielstwie przy tej organizacji. W latach 2007–2009 pełnił funkcję dyrektora protokołu dyplomatycznego w ministerstwie. Następnie do 2012 zajmował stanowisko stałego przedstawiciela Bułgarii przy Organizacji Narodów Zjednoczonych do spraw Wyżywienia i Rolnictwa w Rzymie. W latach 2012–2016 był dyrektorem protokołu dyplomatycznego w administracji prezydenta Bułgarii. Od 2017 do 2021 pełnił funkcję ambasadora w Hiszpanii, w 2021 powołany na stałego sekretarza ministerstwa spraw zagranicznych.
3 maja 2023 objął urząd ministra spraw zagranicznych w przejściowym drugim rządzie Gyłyba Donewa; zastąpił na tej funkcji Nikołaja Miłkowa. Funkcję tę pełnił do 6 czerwca tegoż roku, po czym ponownie został stałym sekretarzem MSZ Bułgarii. 27 sierpnia 2024 po raz drugi stanął na czele MSZ, wchodząc w skład technicznego drugiego rządu Dimityra Gławczewa. Zajmował to stanowisko do 16 stycznia 2025.